# Цубербюлер, Паскаль
Паска́ль Цубербю́лер (нем. Pascal Zuberbühler; род. 8 января 1971, Фрауэнфельд) — швейцарский футболист, вратарь. Выступал за сборную Швейцарии. В настоящее время — тренер вратарей в швейцарском клубе «Волен».

## Клубная карьера
В 1992 году Цубербюлер дебютировал в чемпионате Швейцарии в составе клуба «Грассхоппер» из Цюриха. Всего за эту команду Паскаль отыграл 187 матчей.
С 1999 по 2006 год голкипер выступал за «Базель», в составе которого провёл 178 матчей. Также за эти семь лет он дважды отправлялся в аренду: в 2000 году сыграл 2 матча за «Арау» из одноимённого города, а в 2001 — 13 матчей за немецкий «Байер 04».
Период с 1992 по 2006 год стал самым успешным в клубной карьере Цубербюлера. За эти 14 лет он шесть раз становился чемпионом Швейцарии и трижды выигрывал кубок страны.
В 2006 году голкипер перешёл в английский клуб «Вест Бромвич», за который провёл 15 матчей.
В 2007 году Паскаль вернулся в Швейцарию и стал игроком скромной команды «Ксамакс» из города Невшатель. Всего за этот клуб Цубербюлер провёл 51 матч.
В августе 2008 года голкипер вновь отправился в Англию и подписал контракт с лондонским «Фулхэмом». Однако фактически на этом футбольная карьера Паскаля закончилась, поскольку последующие три года он провел в качестве дублера основного голкипера команды Марка Шварцера и на поле ни разу не выходил.
1 июля 2011 года по истечении своего контракта Цубербюлер покинул «Фулхэм» в качестве свободного агента и объявил о завершении игровой карьеры.

## Карьера в сборной
На пике своей карьеры Цубербюлер считался[кем?] одним из лучших голкиперов планеты. Он выступал за сборную Швейцарии с 1994 по 2008 год.
На чемпионате мира в 2006 году Паскаль не пропустил ни одного мяча в групповом раунде и в 1/8 финала против сборной Украины в основное время (Украина выиграла лишь в серии пенальти со счётом 3:0).

## Тренерская карьера
После завершения карьеры игрока Цубербюлер стал работать тренером вратарей. Он тренировал голкиперов сборной Филиппин, сборной Швейцарии до 20 лет, английского клуба «Дерби Каунти», швейцарских клубов «Серветт» (где некоторое время также был техническим директором) и «Янг Бойз».
В 2017—2018 годах Паскаль тренировал вратарей швейцарского клуба «Волен».

## Достижения
- Чемпион Швейцарии (6): 1995, 1996, 1998, 2002, 2004, 2005
- Обладатель Кубка Швейцарии (3): 1994, 2002, 2003
- Победитель второго швейцарского дивизиона (Челлендж-Лиги): 2007
- Участник чемпионата мира по футболу 2006 года
- Участник чемпионата Европы по футболу 2004 и 2008 годов